# 小池辰雄
小池 辰雄（こいけ たつお、1904年2月7日 - 1996年8月29日）は、日本のドイツ文学者、詩人、キリスト教徒。獨協大学名誉教授。第14代獨協中学校・高等学校校長。

## 概要
東京生まれ。水戸高校、東京帝国大学文学部ドイツ文学科卒業。東京大学教養学部教授。定年退官後、1965年、獨協大学教授。1970年から1979年にかけて獨協中学・高等学校校長。1980年、ドイツ連邦共和国功労勲章一等功労十字章。
学生時代から無教会の内村鑑三、藤井武、塚本虎二の聖書集会に参加、1940年から武蔵野市に武蔵野幕屋を設け日曜聖書講筵を行う。1950年、阿蘇山で聖霊にうたれ開眼し、使徒的次元の原始キリスト道を唱道し、独自の神学をうちたてたとされる。

## 著書
- 『この道を往く』独協学園図書館 1973 リンデンバウム叢書
- 『小池辰雄著作集』全10巻 小池辰雄著作刊行会

第1巻 (無者キリスト) 1975
第2巻 (芸術のたましい) 1976
第3巻 (無の神学) 1982
第4巻 (詩篇珠玉集) 1980
第5巻 (百世の師ヒルティー) 1977
第6巻 (随想集) 1982
第7巻 (聖書の人ルター) 1984
第8巻 (詩歌集) 1986
第9巻 (感想と紀行) 1987
第10巻 (聖書は大ドラマである) 1988
- 『キリスト告白録 マタイ伝福音書』曠野の愛社

第1巻『山上の大告白』1999
第2巻『霊の貧者』2000
第3巻『聖意体現』2000
第4巻『狭き門』2001
第5巻『イエス眠り居給う』2002
第6巻『心安かれ』2003
第7巻『おさなごにならずば』2004
- 『無者キリスト』河出書房新社 2001

### 共編著
- 『藤井武選集』全8巻 矢内原忠雄共編 岩岡書店 1949-1951
- 『ドイツ語固有名詞小辞典』編 研究社辞書部 1964

### 翻訳
- ヨハンナ・スピーリ『神はわが友』新教出版社 1946
- ヨハンナ・スピーリ『薔薇の乙女』新教出版社 1946
- 『ヒルティ著作集 第4巻 眠られぬ夜のために 第1』白水社 1959
- 『ベルジヤーエフ著作集 第6巻 神と人間の実存的弁証法』白水社 1960
- レオン・デロベール、アンリ・レシュレン『ミイラ 世界の死者儀礼』六興出版 1980

### 作詞
- 「獨協大学校歌」[3]

## 親族
- 実兄 小池龍二（陸軍少将）
- 妻　小池順子